# Flanc

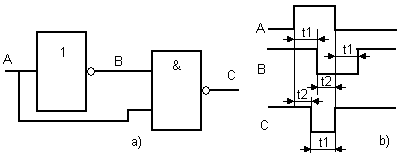
Circuit detector de flanc de pujada, a), i cronograma b)

En un senyal digital, es denomina flanc a la transició del nivell baix a l'alt (flanc de pujada) o del nivell alt al baix (flanc de baixada).
En la figura adjacent es representa un circuit típic de detector de flancs juntament amb el seu cronograma. El seu funcionament és com segueix: Al passar el senyal A de baix a alt, després del retard, t1, propi per la porta NO, la seva sortida, B, commutarà a baix. Però durant aquest retard, ambdues entrades de la porta NO I queden a alt, el que farà que, transcorregut el seu temps de retard, t2, la seva sortida proporcioni un impuls negatiu de durada t1. D'aquesta manera s'indica que en l'entrada A se ha produït un flanc de pujada. Alguns circuits digitals (biestables, comptadors, registre de desplaçament, etc.) posseïxen entrades de sincronisme que s'activen per flancs.